# Urolka
Urolka (en rus: Уролка) és un poble del krai de Perm, a Rússia, que pertany al districte rural de Solikamski. El 2010 tenia 120 habitants.